# アレック・ウェック
アレック・ウェック（Alek Wek、1977年4月16日 - ）は南スーダン出身の女性ファッションモデル、女優である。
1995年、18歳でランウェイモデルとしてその経歴を開始した。彼女はスーダンのディンカ族出身で、1991年に第二次スーダン内戦から逃れる為、家族と一緒にイギリスに亡命した。彼女は後にアメリカ合衆国に引っ越した。

## 生い立ち
1977年、スーダン南部のワーウに9人兄弟の7番目として出生した。正確な誕生日は分かっておらず、現在公表されている「4月16日」というのは、彼女の母親がスーダンで移住の準備をしていたときに決めたものである。彼女は自身の名前が「黒斑の牛」を意味すると述べている。

## 初期の経歴
1995年、南ロンドンにあるクリスタルパレスの屋外市場でモデルエージェンシー「モデル1」のスタッフにより、スカウトされた。同年、ティナ・ターナーのシングル『ゴールデンアイ』のミュージックビデオに出演。1996年にフォード・モデルと契約し、同年にジャネット・ジャクソンの「ゴット・ティル・イッツ・ゴーン」のミュージックビデオに出演した。1997年には、MTVに「モデル・オブ・ザ・イヤー」という称号を与えられた。同年に、ファッション雑誌『ELLE』の表紙をアフリカ系モデルとして初めて飾った。

## 広告とキャットウォーク

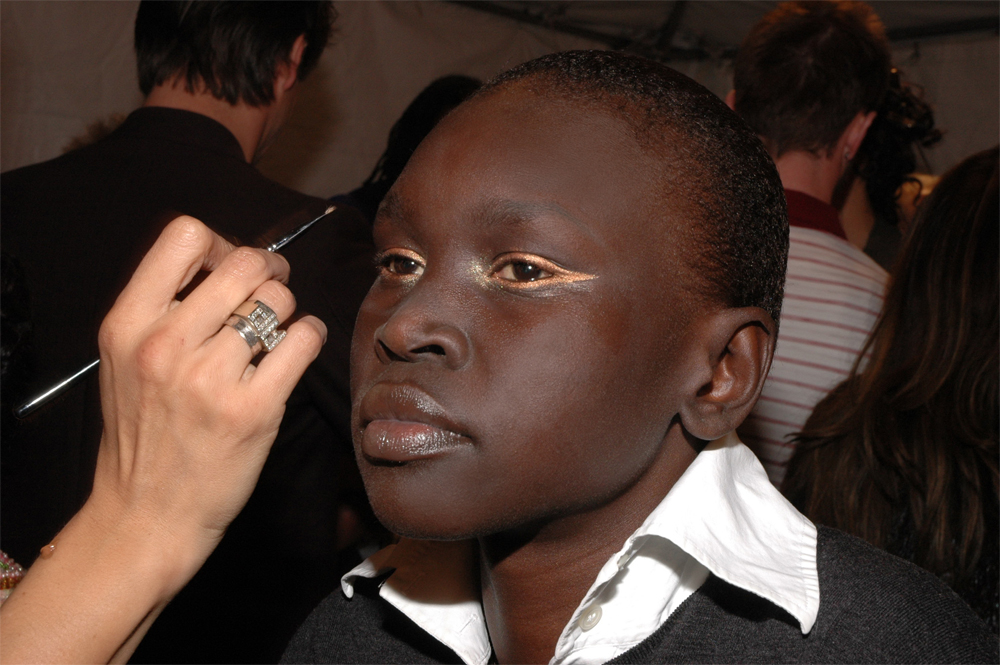
スティラの為に働くウェック（2005年）

三宅一生、モスキーノ、ヴィクトリア・シークレットと化粧品会社クリニークの広告に起用された。また、これまでにシャッツィ・チェン、ジョン・ガリアーノ、シャネル、ダナ・キャラン、カルヴァン・クライン、ジャスパー・コンラン、エルマンノ・シェルビーノなどのショーに出演している。
2002年に、シェカール・カプール監督の映画『サハラに舞う羽根』で女優としてデビュー。ハーブ・リッツはボーディペインティングアーティストジョアン・ゲアの最初の回顧展のハイライトの中で、1999年のカレンダーの為に、彼女の写真を撮影した。
ウェックはテレビ番組『タイラ・バンクス・ショー』や『ジャニス・ディキンスン・モデリング・エージェンシー』などにゲスト出演している。

## デザイナー
自分のバックブランド「WEK1933」を立ち上げている。それは、セルフリッジデパートの至るところで販売されている。ブランド名は彼女の父親の出生年に由来する。デザインの発想の源は、彼女の父親が持っていた真鍮の留め金がついた書類かばんである。

## 啓蒙活動
彼女はU.S. Committee for Refugees' Advisory Councilのメンバーであり、スーダンの状況と同様に難民の有様を世界中に伝えるのを手伝っている。出生国で戦争が起こった為にほかの国へ逃れた彼女自身の経験が、生かされている。その他、ワールド・ヴィジョン、エイズと戦う組織、スーダンの国境なき医師団、ユニセフ大使として活動している。
2007年に自伝『Alek: From Sudanese Refugee to International Supermodel』を発表した。スーダンで過ごした幼少期、ヨーロッパでのモデル活動まで記述されている。